# Десант Назарова
Десант Назарова — военная операция частей белогвардейской Русской армии генерала Врангеля в Донецкой губернии и на Дону.

## История
Пытаясь поднять восстание в Донецкой губернии и на Дону, генерал Врангель организовал десантную группу во главе с уроженцем Новоазовска Федором Назаровым, группа состояла из 1750 штыков, 25 шашек, 30 пулеметов, 2 пушек.
9 июня 1920 года десант высадился на Кривой косе у хутора Обрыв, который находился южнее Новоазовска. 10 июня назаровцы заняли Новоазовск, по прибытии Назаров отслужил благодарственный молебен, а жители станицы преподнесли полковнику хлеб и соль. После арестов подозрительных личностей Назаров принялся за укрепление станицы, построив ряд окопов. В Новоазовске к нему присоединилось 500 казаков.
Для ликвидации десанта большевики создали группу численностью 800 бойцов при 25 пулеметах и гаубичной батареи из двух орудий. 11 июня к Нововазовску подошло сторожевое судно «Данай», обстреляло берег, казаки отвечали пулеметами и артиллерией. Но огонь тяжелой артиллерии канлодок подавил батарею донцов. Корабли до 18 часов обстреливали десант и, израсходовав снаряды, вернулись в Мариуполь. 13 июня красные части повели наступление с суши на Новоазовск. По наступающим казаки открыли огонь из пулеметов и ружей, наступление было остановлено на станица была окружена.
14 июня вновь началось наступление с моря станицу обстреливали плав батареи, с запада на суше на станицу наступали курсанты красногвардейцы с востока кавалерийский полк. В это время назаровцы перешли в контр атаку, из станицы вылетел бронеавтомобиль и зайдя в тыл курсантов начал их расстреливать. В тылу красных по ошибке начали ложиться снаряды Азовской красной флотилии, истощив все свои патроны, будучи обойденными с тыла и атакованы контр-наступающими казаками красные отступили к Таганрогу потеряв убитыми 220 человек и 2 пулемета. В этот же день назаровцы покинули Новоазовск и направились в северо восточном направлении. В районе Лакедемоновки Назаров разбил ещё один отряд красноармейцев.
16 июля казаки достигли Мокро-Еланчикской слободы . Отсюда отряд двинулся на северо-восток через Белояровку на Богодаровку. Отсюда отряд повернул на восток, и 19 занял хутор Есауловский, стремясь перерезать железную дорогу от Зверева на запад. Отряд двинулся в Александро-Грушевский район большинство населения которого были казаками, каждый день к Назарову присоединились мелкие группы казаков.
20 июля отрядом был занят хутор Сокольско-Кундючиевский. В этот же день не доходя хутора Генеральский мост возле деревни Дарьевка казаков окружили, с одной стороны курсанты с другой стороны отрядом Жлобы и рабочими рудников, понеся тяжелые потери 300 казаков отступило. Трофее автоброневик, два орудия, пулеметы, подводы, лошади и прочее были взяты Жлобой и отвезены в Александровск-Грушевский.
Для задержки дальнейшего продвижения казаков красными были стремительно приведены в боевую готовность части трудовой армии, караульные роты, милицию и отряд особого назначения. На помощь этим частям пришла 3-й бригада 9-й стрелковой дивизии и 3-й бригада 2-й Донской дивизии. Красные части сдерживали продвижение казаков по линии железной дороги, израсходовав все боеприпасы красные отступили, казаки взорвали железнодорожное полотно между станциями Горная и Шахтная. Перейдя линию железной дороги казаки заняли хутор Табунциков. Под давлением прибывших на подкрепление красных частей казаки отступили на юго-восток.
Преследующие части заграждали пути отступления на север и преследовали казаков от станции Горная через Седковско-Никалаевку — Дудки — Усть-Быстрянское — станицу Константиновскую. Весь это переход с боями казаками был совершен за три дня с 22 по 24 июля.
В станице Константиновской несли гарнизонную службу кавалерийский эскадрон, караульный стрелковый батальон и батальон выздоравливающих бойцов. Этот гарнизон возглавлял военный комиссар I Донского округа Зеленукин. И в общей сложности 700 слабо вооруженных бойцов преградили путь отряду Назарова в балке Нагольной. Наступление началось на северо-западной окраине станицы краснармейцы открыли огонь с пулеметов и с колокольни Покровской церкви. Затем со стороны белых заработала артиллерия и больше десятка станковых пулеметов. Расстреляв все патроны, большевики вынуждены были отступить.
25 июля всеми силами красные начали наступление на станицу Константиновску стараясь окружить казаков прижатых к Дону. 3-я бригада 2-й Донской дивизии красных окружила станицу с трех сторон. Несмотря на численное превосходство 16:00 красные атаковали станицу завязались бои за каждую улицу в 19:00 к станице подошла 3-я бригада 9-й стрелковой дивизии обе бригады втянулись в бой. Поздно вечером назаровцев выбили с станицы и прижали к песчаной косе у Старого Дона. На той косе погибло 250 назаровцев остатки отряда переправились через Дон.
28 июля 1920 года, понеся сокрушительные потери, преследуемые основными силами красных, под командованием Базилевича, уцелевшая группа отряда Назарова приняла свой последний бой у хутора Желобков у речки Маныч. В этот день отряд полковника Назарова был окончательно разбит. Остатки отряда ушли в Сальские степи и распылились. Многих захваченных в плен назаровцев из числа местных казаков и крестьян мобилизовали в красную армию, офицерский состав в основном был расстрелян большевиками. Полковник Назаров был захвачен в плен разъездом красных, принят за дезертира красной армии, мобилизован и зачислен в красную армию. Дождавшись удобного случая бежал, и, перейдя фронт в северной Таврии, вернулся в Крым один.
Личная ответственность за разгром Назарова была возложена на командующего СКВО Г. Д. Базилевича.

## Оценки
- «Назаровцы храбро сражались с многочисленной ордой красных, сражались до последнего патрона».

Полковник Беляевский В. А.

## Участники
- Сухаревоков, Григорий Никифорович — помощник Назарова. 25.07.1921
- Боковой — полковник, казак станицы Новочеркасской .

Списки лиц, арестованных за принадлежность к Назаровцам, находившихся в окружной тюрьме Константиновской станицы:
| Фамилия Имя Отчество                     | Возраст | Место жительства                                        | Род занятий        | Иные сведения         | Дальнейшая судьба                                                                            |
| ---------------------------------------- | ------- | ------------------------------------------------------- | ------------------ | --------------------- | -------------------------------------------------------------------------------------------- |
| Авилов Дмитрий Евтропович?               |         |                                                         |                    |                       | после 05.08.1920 высланы на допрос в чрезвычайную выездную сессию РевВоенТрибунала КавФронта |
| Апарин Владимир Егорович                 |         |                                                         |                    |                       | 10.08.1920 освобожден                                                                        |
| Архипов Алексей Максимович               |         |                                                         |                    |                       | 10.08.1920 освобожден                                                                        |
| Асминский (Осьминский) Владимир Петрович | 24      | Петроград г.                                            | слесарь            |                       | увезен в Ростов                                                                              |
| Бабурин Денис Власович                   |         |                                                         |                    |                       | после 05.08.1920 высланы на допрос в чрезвычайную выездную сессию РевВоенТрибунала КавФронта |
| Бандукин Иван Иосифович                  |         |                                                         |                    |                       | после 05.08.1920 высланы на допрос в чрезвычайную выездную сессию РевВоенТрибунала КавФронта |
| Барыкин Трофим Астапович                 | 37      | Кадыков х., Верхне-Чирской ст.                          | хлебопашец         |                       | Чрезвычайной сессией увезен в г.Ростов                                                       |
| Бобнюхов Дмитрий Яковлевич               | 29      | Новочеркасск г.                                         | помощник землемера |                       | Чрезвычайной сессией увезен в г.Ростов                                                       |
| Богаевская Соломонида?                   |         |                                                         |                    |                       | после 05.08.1920 высланы на допрос в чрезвычайную выездную сессию РевВоенТрибунала КавФронта |
| Болдырев Петр Евдокимович                |         |                                                         |                    |                       | 10.08.1920 освобожден                                                                        |
| Большаков Григорий Андронович            | 34      | Есауловская ст.                                         |                    | в тюрьме повторно     | Чрезвычайной сессией увезен в г.Ростов                                                       |
| Бочаров Стефан Никан.                    | 39      | Зотовская ст.                                           | писарь             |                       | увезен в Ростов                                                                              |
| Бударин Семен Петрович                   |         |                                                         |                    | офицер                |                                                                                              |
| Бурундуков Владимир Дмитриевич           | 28      | Кочетовская ст.                                         | хлебопашец         |                       | Чрезвычайной сессией увезен в г.Ростов                                                       |
| Быкадоров Иван Титович                   | 41      | Нижне-Кундрюченская ст.                                 | хлебороб           |                       | увезен в Ростов                                                                              |
| Васильев Сергей Леонтьевич               | 24      | Тефлис г.                                               | студент            | дезертир              | Чрезвычайной сессией увезен в г.Ростов                                                       |
| Ветров Иосиф Федорович                   |         |                                                         |                    |                       | 10.08.1920 освобожден                                                                        |
| Внуков Иван Дмитриевич                   |         |                                                         |                    |                       | 10.08.1920 освобожден                                                                        |
| Воинов Иван Иванович                     | 27      | Трофимов х., Усть-Быстрянской ст.                       | хлебопашец         |                       | увезен в Ростов                                                                              |
| Волков Иван Семенович                    | 20      | Старая Бурухша с., Ставропольской губ.                  | хлебопашец         |                       | увезен в Ростов                                                                              |
| Высоцкая Марина Андреевна                |         | Полтава г.                                              | сестра милосердия  |                       | Чрезвычайной сессией увезен в г.Ростов                                                       |
| Гавриленко Иван Николаевич               |         |                                                         |                    |                       | 10.08.1920 освобожден                                                                        |
| Гальченко Михаил Дементьевич             | 19      | Коробская вол., Черниговской губ.                       | слесарь            | в тюрьме повторно     | увезен в Ростов                                                                              |
| Гнут Петр Андреевич                      | 23      | Есауловская ст.                                         | сапожник           |                       | увезен в Ростов                                                                              |
| Григорьев Александр Петрович             | 22      | Воинская ст.?                                           | студент            |                       | Чрезвычайной сессией увезен в г.Ростов                                                       |
| Деймидзе Иван Дмитриевич                 |         |                                                         |                    |                       | Чрезвычайной сессией увезен в г.Ростов                                                       |
| Евдокимов Николай Антонович              | 34      | Камышовский х., Арженовской ст.                         | хлебопашец         |                       | Чрезвычайной сессией увезен в г.Ростов                                                       |
| Ельзетинов (Ильзетинов) Дарша Алек.      | 19      | Потаповская ст.                                         | хлебопашец         |                       | увезен в Ростов                                                                              |
| Жарников Егор Павлович                   | 35      | Усть-Быстрянская ст.                                    | хлебороб           |                       | 10.08.1920 освобожден                                                                        |
| Жуков Алексей Моисеевич                  |         |                                                         |                    |                       | 10.08.1920 освобожден                                                                        |
| Зайцев Илларион Иванович                 | 26      | Старочеркасская ст.                                     | хлебороб           |                       | Чрезвычайной сессией увезен в г.Ростов                                                       |
| Землянухин Иван Иванович                 | 37      | Верхне-Курмоярская ст.                                  | хлебопашец         |                       | Чрезвычайной сессией увезен в г.Ростов                                                       |
| Иванков Александр Иванович               |         |                                                         |                    |                       | после 05.08.1920 высланы на допрос в чрезвычайную выездную сессию РевВоенТрибунала КавФронта |
| Касюхин (Костюхин) Петр Федорович        |         |                                                         |                    |                       | 10.08.1920 освобожден                                                                        |
| Киреев Василий Павлович                  | 38      | Ново-Григорьевская ст.                                  | хлебопашец         |                       | Чрезвычайной сессией увезен в г.Ростов                                                       |
| Киреев Филипп Семенович                  |         |                                                         |                    | заложник              | 05.08.1920 освобожден                                                                        |
| Клеменов Иван Спиридонович               | 16      | Верхне-Коробков х., Островской ст.                      | хлебопашец         |                       | увезен в Ростов                                                                              |
| Кленкина Мария Васильевна                | 18      | Ново-Николаевская ст.                                   | сестра милосердия  |                       | Чрезвычайной сессией увезен в г.Ростов                                                       |
| Климов Петр Васильевич                   |         |                                                         |                    |                       | Чрезвычайной сессией увезен в г.Ростов                                                       |
| Ковалева Анна Ивановна                   | 20      | Ростов г.                                               | сестра милосердия  |                       | Чрезвычайной сессией увезен в г.Ростов                                                       |
| Кондрашов Антон Матвеевич                | 26      | Верхне-Соинский х., Петровской ст.                      | ученик фельдшера   |                       | Чрезвычайной сессией увезен в г.Ростов                                                       |
| Кочканов Георгий Никандрович             |         |                                                         |                    |                       | после 05.08.1920 высланы на допрос в чрезвычайную выездную сессию РевВоенТрибунала КавФронта |
| Кривов Николай Сергеевич                 | 19      | Пронин х., Усть-Медведицкой ст.                         | хлебопашец         |                       | Чрезвычайной сессией увезен в г.Ростов                                                       |
| Крячко Александр Романович               | 23      | Ново-Орловская ст.                                      | шофер              |                       | Чрезвычайной сессией увезен в г.Ростов                                                       |
| Куликов Александр                        | 22      | Мариуполь г.                                            | бухгалтер          |                       | Чрезвычайной сессией увезен в г.Ростов                                                       |
| Куликов Филипп Яковлевич                 | 20      | Апаринский х., Кочетовской ст.                          | хлебопашец         |                       | Чрезвычайной сессией увезен в г.Ростов                                                       |
| Курносов Константин Григорьевич          |         |                                                         |                    |                       | 10.08.1920 освобожден                                                                        |
| Лаврова Елена Васильевна                 |         |                                                         |                    |                       | Чрезвычайной сессией увезен в г.Ростов                                                       |
| Лапин Павел Александрович                | 20      | Аврамов х., Провоторовской ст.                          | студент            |                       | увезен в Ростов                                                                              |
| Леснов Михаил Максимович                 |         |                                                         |                    |                       | Чрезвычайной сессией увезен в г.Ростов                                                       |
| Лисаченко Леонтий Стефанович             |         |                                                         |                    |                       | 10.08.1920 освобожден                                                                        |
| Ломов Яков Кононович                     |         |                                                         |                    |                       | 05.08.1920 освобожден                                                                        |
| Лопатилин Ефим Ефимович                  |         |                                                         |                    |                       | 10.08.1920 освобожден                                                                        |
| Лубанина Минодора Яковлевна              |         |                                                         |                    |                       | после 05.08.1920 высланы на допрос в чрезвычайную выездную сессию РевВоенТрибунала КавФронта |
| Мабо Мирон Семенович                     | 23      | Таганрог г.                                             | студент            |                       | увезен в Ростов                                                                              |
| Макаров Василий Львович                  | 20      | Кочетовская ст.                                         | хлебопашец         |                       | увезен в Ростов                                                                              |
| Макаров Матвей Васильевич                | 42      | Кочетовская ст.                                         | хлебопашец         |                       | увезен в Ростов                                                                              |
| Махоматшин Моворанин?                    |         |                                                         |                    |                       |                                                                                              |
| Морозов Александр Николаевич             | 27      | Ново-Николаевская ст.                                   | хлебопашец         | офицер                | Чрезвычайной сессией увезен в г.Ростов                                                       |
| Мотарыгин Семен Иванович                 | 20      | Михайловская ст.                                        | ученик             | писарь                | Чрезвычайной сессией увезен в г.Ростов                                                       |
| Мотарышин Иван Павлович                  | 34      | Михайловская ст.                                        | чернорабочий       | офицер                | Чрезвычайной сессией увезен в г.Ростов                                                       |
| Мотасов Петр Алексеевич                  | 26      | Орловский х., Михайловской ст.                          | хлебопашец         |                       | увезен в Ростов                                                                              |
| Мульсамов? Стефан Михайлович             |         |                                                         |                    |                       | после 05.08.1920 высланы на допрос в чрезвычайную выездную сессию РевВоенТрибунала КавФронта |
| Муругов Михаил Степанович                | 25      | Пимкин х., Тишанской ст.                                | хлебопашец         |                       | Чрезвычайной сессией увезен в г.Ростов                                                       |
| Назаров Александр Ефимович               |         |                                                         |                    |                       | 10.08.1920 освобожден                                                                        |
| Наумов Петр Георгиевич                   | 30      | Царицинский у., Саратовской губ.                        | хлебопашец         |                       | Чрезвычайной сессией увезен в г.Ростов                                                       |
| Никулин Пантелеймон Сергеевич            | 23      | Костромская ст., Майкопский отд.                        | студент            |                       | увезен в Ростов                                                                              |
| Никуличев Иван Михайлович                | 18      | Липовский х., Распопинской ст.                          | хлебопашец         |                       | увезен в Ростов                                                                              |
| Носков Николай Михайлович                | 21      | Каднковский у., Вологодской губ.                        | сапожник           |                       | увезен в Ростов                                                                              |
| Обухов Алексей Карпович                  | 28      | Подберезочный х., Арженовской ст.                       | хлебопашец         |                       | Чрезвычайной сессией увезен в г.Ростов                                                       |
| Одноруков Григорий Васильевич            | 33      | Шарашкин з., Зотовской ст.                              | кузнец             |                       | увезен в Ростов                                                                              |
| Осипов Федор Павлович                    |         |                                                         |                    |                       | 10.08.1920 освобожден                                                                        |
| Остров (Востров) Тимофей Петрович        | 27      | Каменный Брод х., Грушевской ст.                        | хлебороб           |                       | увезен в Ростов                                                                              |
| Павлей Владимир Владимирович             | 24 (34) | Батуми г.                                               | фармацефт          |                       | увезен в Ростов                                                                              |
| Павлов Михаил Алексеевич                 |         |                                                         |                    |                       | 10.08.1920 освобожден                                                                        |
| Петров Николай Федорович                 | 25      | Усть-Медведицкая ст.                                    | хлебопашец         | офицер                | Чрезвычайной сессией увезен в г.Ростов                                                       |
| Пилютин Николай Михайлович               | 38      | Ново-Григорьевская ст.                                  | Сод.зем.ст.        |                       | 10.08.1920 освобожден                                                                        |
| Писковатский Николай Андреевич           | 38      | Алексеевская ст.                                        | хлебопашец         |                       | Чрезвычайной сессией увезен в г.Ростов                                                       |
| Позднышев Петр Борисович                 | 27      | Фирсов х., Михайловской ст.                             | хлебопашец         |                       | увезен в Ростов                                                                              |
| Познышев Иван Алексеевич                 |         |                                                         |                    |                       | 10.08.1920 освобожден                                                                        |
| Поляков Гавриил Апполонович              |         |                                                         |                    |                       | 10.08.1920 освобожден                                                                        |
| Попов Николай Иванович                   | 37      | Крымский х., Кочетовской ст.                            | хлебопашец         |                       | увезен в Ростов                                                                              |
| Попов Харитон Иванович                   |         |                                                         |                    | офицер                |                                                                                              |
| Пятибратов Александр Данилович           |         |                                                         |                    |                       |                                                                                              |
| Пятицкий (Пятницкий) Егор Михайлович     | 24      | Каменская ст.                                           | хлебороб           |                       | Чрезвычайной сессией увезен в г.Ростов                                                       |
| Расстригин Алексей Григорьевич           | 20      | Пимонов х., Потемкинской ст.                            | хлебопашец         |                       | Чрезвычайной сессией увезен в г.Ростов                                                       |
| Рубанов Петр Захарович                   |         |                                                         |                    |                       | 10.08.1920 освобожден                                                                        |
| Рудзит Франц Фрицевич                    |         |                                                         |                    |                       | 10.08.1920 освобожден                                                                        |
| Рыбаконев Петр Степанович                | 20      | Гниловская ст.                                          | мастеровой         |                       | Чрезвычайной сессией увезен в г.Ростов                                                       |
| Саго Афанасий Зиновьевич                 |         |                                                         |                    |                       | 10.08.1920 освобожден                                                                        |
| Сазонов Александр Иванович               |         |                                                         |                    | числится за политбюро | после 05.08.1920 высланы на допрос в чрезвычайную выездную сессию РевВоенТрибунала КавФронта |
| Сальников Михаил Михайлович              |         |                                                         |                    |                       | 10.08.1920 освобожден                                                                        |
| Сафронова Зинаида Федоровна              | 18      |                                                         | сестра милосердия  |                       | Чрезвычайной сессией увезен в г.Ростов                                                       |
| Сахаров Петр Иванович                    |         |                                                         |                    |                       | после 05.08.1920 высланы на допрос в чрезвычайную выездную сессию РевВоенТрибунала КавФронта |
| Свеколкин Иван Павлович                  |         |                                                         |                    |                       | 10.08.1920 освобожден                                                                        |
| Семенчиков Алексей Петрович              | 25      | Новочеркасск г.                                         | доктор             |                       | Чрезвычайной сессией увезен в г.Ростов                                                       |
| Семенчиков Гаврил Гаврилович             | 25      | Новочеркасск г.                                         | санитар            |                       | Чрезвычайной сессией увезен в г.Ростов                                                       |
| Семилетов Иван Иванович                  | 24      | Богоявленская ст.                                       | писарь             |                       | увезен в Ростов                                                                              |
| Сергеев Николай Александрович            |         |                                                         |                    |                       | 10.08.1920 освобожден                                                                        |
| Скакунов Константин Сафронович           | 22      | Великанов х., Чертковской ст.                           | хлебороб           | офицер                | 21.08.1920 освобожден                                                                        |
| Слепов Митрофан Филиппович               | 25      | Тепикинская ст.                                         | хлебороб           |                       | увезен в Ростов                                                                              |
| Соколов Василий Матвеевич                |         |                                                         |                    |                       | 10.08.1920 освобожден                                                                        |
| Соловьев Павел Митрофанович              |         |                                                         |                    |                       | 10.08.1920 освобожден                                                                        |
| Соляников Иван Иванович                  | 26      | Бобровский у., Воронежской губ.                         | ученик             |                       | Чрезвычайной сессией увезен в г.Ростов                                                       |
| Стеблевский Василий Иванович             | 20      | Багаевская ст.                                          | приказчик          |                       | увезен в Ростов                                                                              |
| Сухаревский Григорий Никитович           |         |                                                         |                    | офицер                |                                                                                              |
| Тарасов Семен Степанович                 | 23      | Богоявленская ст.                                       | хлебопашец         | офицер                | Чрезвычайной сессией увезен в г.Ростов                                                       |
| Титаренко Сергей Филиппович              |         |                                                         |                    |                       | 10.08.1920 освобожден                                                                        |
| Токарева Олимпиада Семеновна             |         |                                                         |                    |                       | после 05.08.1920 высланы на допрос в чрезвычайную выездную сессию РевВоенТрибунала КавФронта |
| Толстов Георгий Ефимович                 |         |                                                         |                    |                       | 10.08.1920 освобожден                                                                        |
| Ульянов Матвей Сергеевич                 | 29      | Ушаков х., Усть-Хоперской ст.                           | фельдшер           |                       | увезен в Ростов                                                                              |
| Ульянов Михаил Дмитриевич                |         |                                                         |                    |                       | 10.08.1920 освобожден                                                                        |
| Федоренко Дмитрий Васильевич             |         |                                                         |                    |                       | 10.08.1920 освобожден                                                                        |
| Федоров Василий Егорович                 | 22      | Рябов х., Зотовской ст.                                 | кузнец             |                       | Чрезвычайной сессией увезен в г.Ростов                                                       |
| Фетисов Филипп Григорьевич               |         |                                                         |                    |                       | после 05.08.1920 высланы на допрос в чрезвычайную выездную сессию РевВоенТрибунала КавФронта |
| Фризин Фридрих Иванович                  |         |                                                         |                    |                       | 10.08.1920 освобожден                                                                        |
| Фролова Мария Касьяновна                 | 20      |                                                         | сестра милосердия  |                       | Чрезвычайной сессией увезен в г.Ростов                                                       |
| Чапцев Петр Григорьевич                  | 25      | Каменская ст.                                           | хлебопашец         |                       | Чрезвычайной сессией увезен в г.Ростов                                                       |
| Четвертухин Федор Михайлович             |         |                                                         |                    |                       | Чрезвычайной сессией увезен в г.Ростов                                                       |
| Чмых Михаил Павлович                     |         |                                                         |                    |                       | заведено отдельное дело                                                                      |
| Чувакова Матрена Лукьяновна              |         |                                                         |                    |                       | после 05.08.1920 высланы на допрос в чрезвычайную выездную сессию РевВоенТрибунала КавФронта |
| Чукаев (Чукалин) Константин Ефимович     |         |                                                         |                    |                       | 10.08.1920 освобожден                                                                        |
| Швандеров Александр                      |         |                                                         |                    |                       |                                                                                              |
| Шебуняев Евдоким Илларионович            | 20      | Ейский х., Мигулинской ст.                              | хлебопашец         |                       | Чрезвычайной сессией увезен в г.Ростов                                                       |
| Шейкин Илья Романович                    |         |                                                         |                    |                       | отправлен в Штаб Фронта РазведОту                                                            |
| Шепетков (Чепетков) Захар Григорьевич    | 35      | Рябов х., Зотовской ст.                                 | хлебопашец         |                       | Чрезвычайной сессией увезен в г.Ростов                                                       |
| Шилов Михаил Вячеславович                |         |                                                         |                    |                       | увезен в Ростов                                                                              |
| Шипов Петр Селиверстович                 |         |                                                         |                    |                       | увезен в Ростов                                                                              |
| Шумайло Алексей Васильевич               | 24      | Шумайловская дер.                                       | хлебопашец         |                       | увезен в Ростов                                                                              |
| Щепкин И.А.                              | 29      | Быковский х., Казанской ст.                             | хлебопашец         |                       | Чрезвычайной сессией увезен в г.Ростов                                                       |
| Щербаков Иван Ильич                      |         |                                                         |                    |                       | 10.08.1920 освобожден                                                                        |
| Щербаков Никита Осипович                 |         |                                                         |                    | заложник              | 05.08.1920 освобожден                                                                        |
| Юшкин Иван Архипович                     | 20      | Фирсов х., Михайловской ст.                             | хлебопашец         |                       | увезен в Ростов                                                                              |
| Яковенко Пантелеймон Дан.?               | 32      | Лубны г., Полтавской губ. (место приписки г.Георгиевск) | бухгалтер          |                       | Чрезвычайной сессией увезен в г.Ростов                                                       |